# Salim Alafenisch
Salim Alafenisch (arabisch سليم الأفنيش‎, hebräisch סלים אלאפֿנישׁ‎; * 1948 in der Negev, Israel) ist ein deutsch schreibender palästinensischer Schriftsteller mit israelischer Staatsbürgerschaft. In seinen Büchern vermittelt er Einblicke in Leben und Kultur der Beduinen.

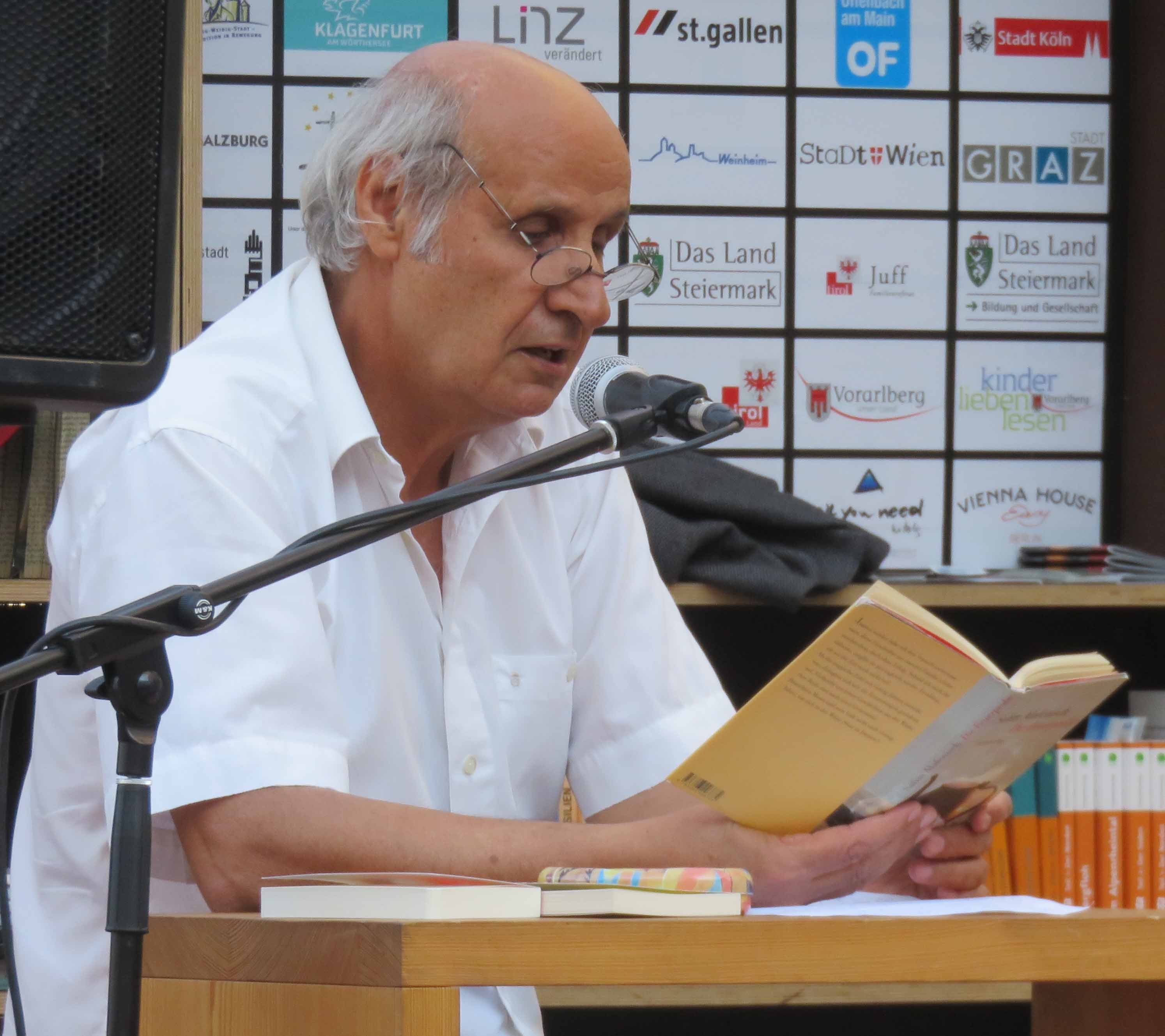
Salim Alafenisch (2017)

## Leben
Alafenisch wurde als Sohn eines Beduinen-Scheichs geboren. Nach einer Kindheit als Kamelhirte lernte er mit 14 Jahren lesen und schreiben und ging in Nazareth auf das Gymnasium. In London und Heidelberg studierte er Soziologie, Ethnologie und Psychologie. Alafenisch lebt heute als freier Schriftsteller und Geschichtenerzähler in Heidelberg.

## Literarischer Hintergrund
Alafenischs Themen stammen aus seiner eigenen Erfahrung und seiner Lebensgeschichte. Er schreibt über das Aufeinandertreffen von Moderne und Tradition sowie über das Alltagsleben der Nomaden in der Gegenwart. Dabei schöpft er aus einer reichen mündlichen Erzähltradition, die er als Kind im Zelt seines Vaters oder am nächtlichen Lagerfeuer der Beduinen kennengelernt hat. Als seine literarischen Vorbilder bezeichnet er Al Mutanabbi, Taufiq al-Hakim und Ahmed Shauqi aus dem arabischen Sprachraum sowie Johann Wolfgang von Goethe, Hermann Hesse und Thomas Mann.

## Werke
- 1988 Der Weihrauchhändler, ISBN 3-293-20015-X
- 1990 Die acht Frauen des Großvaters; ISBN 3-293-20284-5
- 1990 Das Kamel mit dem Nasenring, ISBN 3-293-20266-7
- 1993 Das versteinerte Zelt, ISBN 3-293-20127-X
- 1994 Amira - Prinzessin der Wüste, ISBN 3-473-52189-2
- 1996 Die Nacht der Wünsche, ISBN 3-423-20707-8
- 1997 Azizas Lieblingshuhn, ISBN 3-473-33382-4
- 1998 Amira im Brautzelt, ISBN 3-473-34261-0
- 2007 Die Feuerprobe, ISBN 3-293-00377-X